# Луносемянник даурский
Луносемя́нник дау́рский или амурский плющ (лат. Menispérmum daúricum) — листопадная вьющаяся лиана, вид рода Луносемянник (Menispermum) семейства Луносемянниковые (Menispermaceae).

## Ботаническое описание
Вьющийся полукустарник до 4 м высотой. Стебли зелёные вьющиеся, на зиму отмирающие почти до основания. Корневище вертикальное, не толстое, несущее близ верхушки боковые почки.
Листья очерёдные, без прилистников, на черешках длиной 3—12 см, с широко выемчатым основанием, голые, длиной 6—12 см, в общем очертании округлые, обычно с острыми или заострёнными 3—5 лопастями, редко цельные; нижние листья более округлые; верхние — более резко лопастные и лопасти их острее.
Цветоносы пазушные, одиночные или парные, тонкие. Прицветники линейно-щетиновидные, перепончатые у основания нижних цветоносов. Цветки в коротких метельчатых, иногда почти щитковидных соцветиях. Пыльниковые цветки в поперечнике около 6 мм, тычинок до 16, чашечка из четырёх линейно-остроконечных листочков, раскрывающихся задолго до начала цветения, лепестков 12, почковидно-сердцевидных, с ноготком выходящим из выемки. Пестичные цветки сходные по виду, но более тёмные, тычинок в них меньше и они бесплодны, завязи три, сидящих на особом карпофоре, столбики короткие с загнутыми рыльцами.
Плоды — одиночные или парные чёрные костянки диаметром около 1 см, собранные в короткую кисть. Семена длиной около 8 мм, шириной 7 мм. В 1 кг 2 тысячи плодов; вес 1 тысячи косточек 58—87 г; выход семян (косточек) 10—15 % от веса плодов, всхожесть 30—60 %.
Цветение в апреле — мае. Плодоношение в сентябре — октябре.

## Распространение и экология
В природе ареал вида охватывает Восточную Сибирь и Дальний Восток, Китай, Корейский полуостров. На Дальнем Востоке распространён в Приморском и Хабаровском краях, Амурской области.
Произрастает по берегам рек и речек, на песках, осыпях и скалах, по глиняным обнажениям, а также среди травы или в кустарных зарослях, часто на приречных лугах, поднимается до 300—500 м над уровнем моря. Вьётся около кустарников и высоких трав, на открытых же местах дает гибкие лежащие плети.
Размножается семенами, отводками, корневыми отпрысками и черенками.

## Значение и применение
Интродуцирован в начале XIX века. В Западной Европе и Северной Америке применяется редко.
Применяется в ландшафтном дизайне. Низкая зимостойкость и ядовитость плодов ограничивает использование луносемянника в озеленительных и декоративных целях. Учитывая ядовитость плодов для озеленения лучше использовать мужские экземпляры.
В медицине в качестве лекарственного сырья ранее использовали корневища луносемянника (лат. Rhizoma Menispermi), которые содержат 0,8—2,0 % суммы алкалоидов, производных изохинолина (до 50 % приходится на долю даурицина). Из корневищ получали настойку, обладающую гипотензивным и седативным действием.
Всё растение ядовито, особенно плоды. Известны случаи отравления ягодами, очень сильно действующими на желудок.

## Таксономия
Вид Луносемянник даурский входит в род Луносемянник (Menispermum) семейства Луносемянниковые (Menispermaceae) порядка Лютикоцветные (Ranunculales).
|  |                                      |  |                                   |                                   |                            |  | ещё девять семейств, в том числе Барбарисовые, Лютиковые, Маковые | ещё девять семейств, в том числе Барбарисовые, Лютиковые, Маковые |                           |  |  |  | ещё два вида |
|  |                                      |  |                                   |                                   |                            |  | ещё девять семейств, в том числе Барбарисовые, Лютиковые, Маковые | ещё девять семейств, в том числе Барбарисовые, Лютиковые, Маковые |                           |  |  |  | ещё два вида |
|  |                                      |  |                                   | порядок Лютикоцветные             |                            |  |                                                                   |                                                                   | род Луносемянник          |  |  |  |              |
|  |                                      |  |                                   | порядок Лютикоцветные             |                            |  |                                                                   |                                                                   | род Луносемянник          |  |  |  |              |
|  | отдел Цветковые, или Покрытосеменные |  |                                   |                                   | семейство Луносемянниковые |  |                                                                   |                                                                   | вид Луносемянник даурский |  |  |  |              |
|  | отдел Цветковые, или Покрытосеменные |  |                                   |                                   | семейство Луносемянниковые |  |                                                                   |                                                                   |                           |  |  |  |              |
|  |                                      |  | ещё 44 порядка цветковых растений | ещё 44 порядка цветковых растений |                            |  |                                                                   | ещё около 70 родов                                                | ещё около 70 родов        |  |  |  |              |
|  |                                      |  |                                   | ещё 44 порядка цветковых растений |                            |  |                                                                   |                                                                   | ещё около 70 родов        |  |  |  |              |

### Синонимы
По данным The Plant List:
- Menispermum chinense Kundu & S.Guha
- Menispermum dauricum var. pauciflorum Franch.
- Menispermum dauricum var. pilosum C.K.Schneid.
- Menispermum miersii Kundu & S.Guha